# Малая Экипцоко
Ма́лая Экипцоко́ (кабард.-черк. Екӏэпцӏэкъуэ цӏыкӏу) — река в республике Кабардино-Балкария. Протекает по территории Зольского района. Устье реки находится в 2,8 км по левому берегу реки Большая Экипцоко. Длина реки составляет 11 км, площадь водосборного бассейна 88 км².

## География
Река берёт свое начало с северного склона горы Калла и впадает реку Большая Экипцоко между сёлами Каменномостское и Сармаково.

## Данные водного реестра
По данным государственного водного реестра России относится к Западно-Каспийскому бассейновому округу, водохозяйственный участок реки — Малка от истока до Кура-Марьинского канала, речной подбассейн реки — подбассейн отсутствует. Речной бассейн реки — Реки бассейна Каспийского моря междуречья Терека и Волги.
По данным геоинформационной системы водохозяйственного районирования территории РФ, подготовленной Федеральным агентством водных ресурсов:
- Код водного объекта в государственном водном реестре — 07020000512108200004248
- Код по гидрологической изученности (ГИ) — 108200424
- Код бассейна — 07.02.00.005
- Номер тома по ГИ — 08
- Выпуск по ГИ — 2